# Ján Kalinčiak

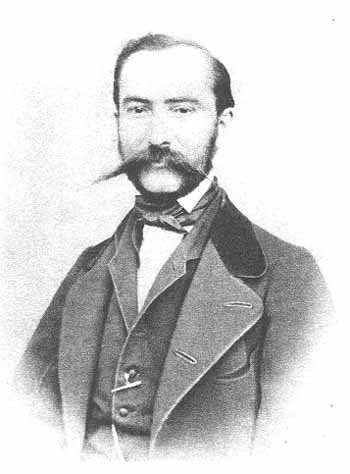
Ján Kalinčiak

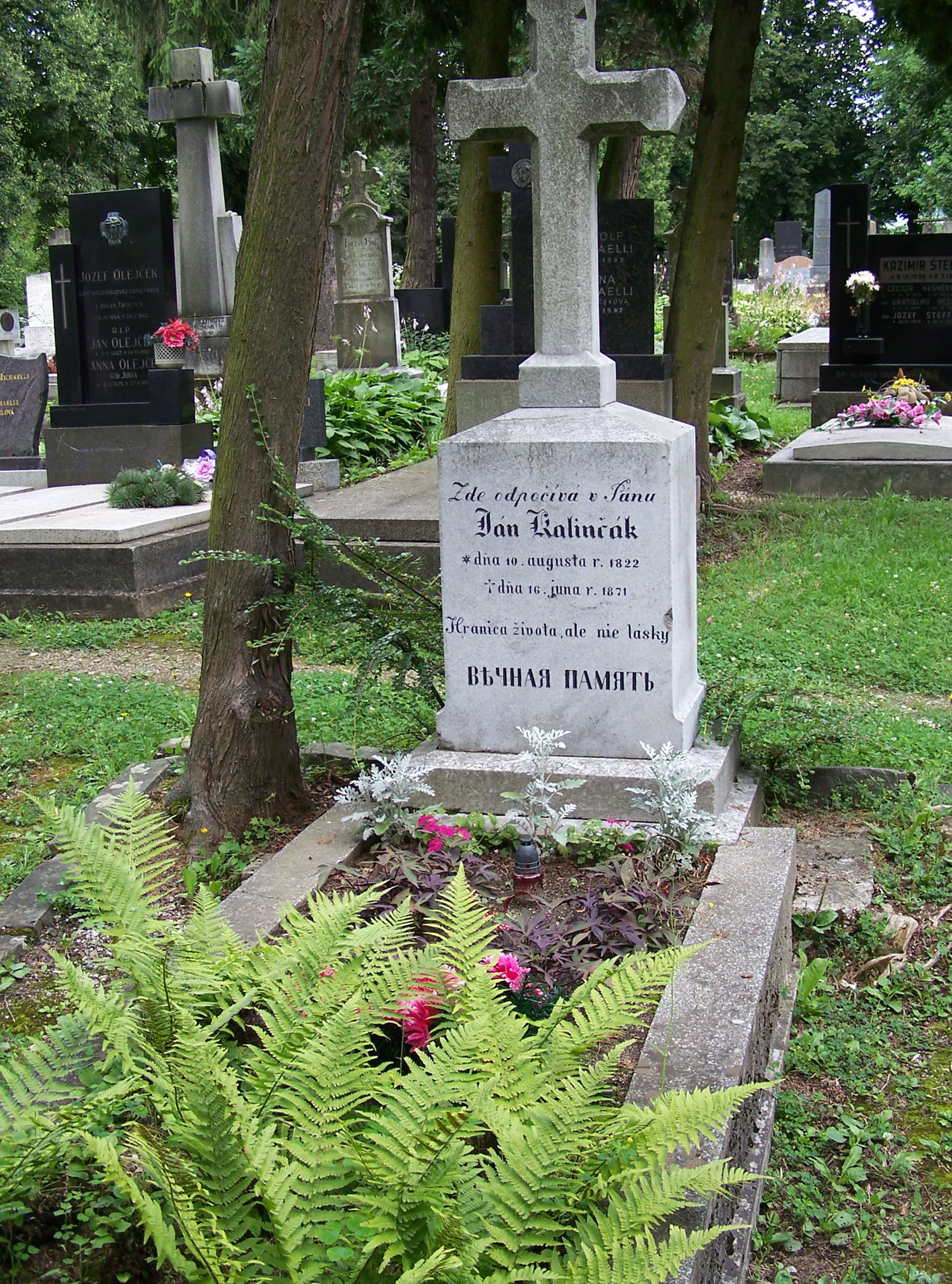
Grab von Ján Kalinčiak auf dem Nationalfriedhof Martin

Ján Kalinčiak (* 10. August 1822 in Horné Záturčie, Komitat Turz, Königreich Ungarn, heute als Záturčie Teil der Stadt Martin in der Slowakei; 16. Juni 1871 in Martin) war ein slowakischer Schriftsteller der Romantik.

## Werdegang
Als Sohn einer evangelischen Familie erhielt Kalinčiak seine Ausbildung an den evangelischen Lyzeen in Leutschau und Pressburg und lernte während seiner Studien Ľudovít Štúr sowie Vertreter der späteren Štúr-Generation kennen. Er ging 1843–45 an die Universität zu Halle, um dort Philosophie und Geschichte zu studieren. Wegen literarischer Meinungsunterschieden beendete er nach der Rückkehr aus Halle seine Zusammenarbeit mit Štúr und arbeitete zuerst als Erzieher der Familie Landerer in der Siedlung Windschacht (heute slowakisch Vindšachta) bei Schemnitz, doch schon 1846 wurde er Direktor des evangelischen Lyzeums in der Kleinstadt Modra bei Pressburg und unterrichtete dort Deutsch, Latein und Ungarisch. Von 1858 bis zu seiner frühzeitigen Pensionierung 1869 war er Direktor des deutschsprachigen evangelischen Gymnasiums in Teschen und war danach bis zu seinem Tod als Redakteur der literarischen Zeitschrift Orol aktiv.
Er ist auf dem Nationalfriedhof Martin begraben.

## Werk
Kalinčiak ist vor allem als Prosaist bekannt, schrieb aber auch Poesie und ist einer der Hauptvertreter des slowakischen Romantismus. Seine frühen Werke verfasste er noch auf Tschechisch, ab 1843 schrieb er durchgehend Slowakisch. Er griff zu einem großen Teil auf historisches Material aus der ungarischen Geschichte zurück und gestaltete starke epische Charaktere, dabei grenzte er sich von Štúrs Überschätzung von Folklore ab. Ab den 1850er Jahren sind in seinen Werken Züge des Realismus zu beobachten.

### Prosa
- 1842: Bozkovci
- 1845/1846: Milkov hrob („Milkas Grab“)
- 1846/1847: Bratova ruka („Die Bruderhand“)
- 1846/1847: Púť lásky („Wallfahrt der Liebe“)
- 1847/1848: Serbianka („Die Serbin“)
- 1847/1848: Svätý duch („Der heilige Geist“)
- 1847/1848: Mládenec slovenský („Ein slowakischer Jüngling“)
- 1852: Knieža liptovské („Der Fürst von Liptau“)
- 1860: Reštavrácia („Die Wahl“)
- 1870: Orava

### Poesie (Auswahl)
- 1840: Králův stůl („Der Königs Tisch“)
- 1843: Moja mladosť („Meine Jugend“)
- 1846: Márii od Jána („An Maria von Ján“)
- 1847: Smutný pohreb („Trauriges Begräbnis“)

## Würdigung
Seit 1948 heißt der vorher als Varšany bekannte Ort Kalinčiakovo, dieser ist seit 1976 ein Teil der südslowakischen Stadt Levice.